# UCI America Tour 2017
L'UCI America Tour 2017 fu la tredicesima edizione dell'UCI America Tour, uno dei cinque circuiti continentali di ciclismo dell'Unione Ciclistica Internazionale, composto da trentasei corse che si disputarono tra ottobre 2016 e settembre 2017 nel continente americano.

## Calendario

### Ottobre 2016
| Data | Prova              | Cat. | Vincitore        | Squadra             |
| ---- | ------------------ | ---- | ---------------- | ------------------- |
| 24-1 | Vuelta a Guatemala | 2.2  | Román Villalobos | Canel's Specialized |

### Dicembre 2016
| Data  | Prova                        | Cat. | Vincitore     | Squadra                           |
| ----- | ---------------------------- | ---- | ------------- | --------------------------------- |
| 11    | Grand Prix de San José       | 1.2  | Pablo Alarcón | Canel's - Specialized             |
| 13-25 | Vuelta Ciclista a Costa Rica | 2.2  | César Rojas   | Frijoles Tierniticos-Arroz Halcón |

### Gennaio
| Data  | Prova                          | Cat. | Vincitore        | Squadra                  |
| ----- | ------------------------------ | ---- | ---------------- | ------------------------ |
| 13-22 | Vuelta al Táchira en Bicicleta | 2.2  | Yonathan Salinas | Kino Táchira Royal Bikes |
| 23-29 | Vuelta a San Juan (2017)       | 2.1  | Bauke Mollema    | Trek-Segafredo           |

### Febbraio
| Data | Prova                                              | Cat. | Vincitore      | Squadra           |
| ---- | -------------------------------------------------- | ---- | -------------- | ----------------- |
| 26-5 | Vuelta Independencia Nacional Republica Dominicana | 2.2  | Ismael Sánchez | Aero Cycling Team |

### Marzo
| Data | Prova                 | Cat. | Vincitore       | Squadra           |
| ---- | --------------------- | ---- | --------------- | ----------------- |
| 30-2 | Joe Martin Stage Race | 2.2  | Robin Carpenter | Holowesko-Citadel |

### Aprile
| Data  | Prova                       | Cat. | Vincitore     | Squadra       |
| ----- | --------------------------- | ---- | ------------- | ------------- |
| 7-16  | Vuelta Ciclista del Uruguay | 2.2  | Magno Nazaret | Soul Brasil   |
| 19-23 | Tour of the Gila            | 2.2  | Evan Huffman  | Rally Cycling |

### Maggio
| Data | Prova                                | Cat. | Vincitore       | Squadra           |
| ---- | ------------------------------------ | ---- | --------------- | ----------------- |
| 29   | Winston Salem Cycling Classic (2017) | 1.1  | Robin Carpenter | Holowesko-Citadel |

### Giugno
| Data  | Prova                           | Cat. | Vincitore     | Squadra            |
| ----- | ------------------------------- | ---- | ------------- | ------------------ |
| 8-11  | Grand Prix Cycliste de Saguenay | 2.2  | Steve Fisher  | Hangar 15 Bicycles |
| 14-18 | Tour de Beauce                  | 2.2  | Andžs Flaksis | Holowesko-Citadel  |

### Luglio
| Data  | Prova                                   | Cat. | Vincitore                | Squadra               |
| ----- | --------------------------------------- | ---- | ------------------------ | --------------------- |
| 9     | White Spot/Delta Road Race              | 1.2  | John Murphy              | Holowesko-Citadel     |
| 19-23 | Cascade Cycling Classic                 | 2.2  | Robin Carpenter          | Holowesko-Citadel     |
| 28-6  | Tour de la Guadeloupe                   | 2.2  | Sébastien Fournet-Fayard | Pro Immo Nicolas Roux |
| 31-6  | The Larry H. Miller Tour of Utah (2017) | 2.HC | Rob Britton              | Rally Cycling         |

### Agosto
| Data  | Prova                   | Cat. | Vincitore       | Squadra              |
| ----- | ----------------------- | ---- | --------------- | -------------------- |
| 1-13  | Vuelta a Colombia       | 2.2  | Aristóbulo Cala | Bicicletas Strongman |
| 10-13 | Colorado Classic (2017) | 2.HC | Manuel Senni    | BMC Racing           |

### Settembre
| Data | Prova                  | Cat. | Vincitore    | Squadra       |
| ---- | ---------------------- | ---- | ------------ | ------------- |
| 1-4  | Tour of Alberta (2017) | 2.1  | Evan Huffman | Rally Cycling |

### Ottobre
| Data  | Prova                  | Cat. | Vincitore       | Squadra         |
| ----- | ---------------------- | ---- | --------------- | --------------- |
| 1     | Tobago Cycling Classic | 1.2  | Peter Schulting | Destil-Jo Piels |
| 11-15 | Vuelta a Chile         | 2.2  | Nicolás Paredes | Medellín-Inder  |

## Classifiche
Classifiche finali
| Pos. | Corridore            | Squadra          | Punti |
| ---- | -------------------- | ---------------- | ----- |
| 1    | Serghei Țvetcov      | Jelly Belly      | 361   |
| 2    | Rob Britton          | Rally Cycling    | 340   |
| 3    | Nelson Soto Martínez | Coldeportes      | 275   |
| 4    | Alex Howes           | Cannondale       | 259   |
| 5    | Robin Carpenter      | Holowesko        | 253   |
| 6    | Gavin Mannion        | UnitedHealthcare | 248   |
| 7    | Evan Huffman         | Rally Cycling    | 247   |
| 8    | Sepp Kuss            | Rally Cycling    | 220   |
| 9    | Brent Bookwalter     | BMC Racing       | 220   |
| 10   | Manuel Senni         | BMC Racing       | 220   |

| Pos. | Squadra             | Punti |
| ---- | ------------------- | ----- |
| 1    | Rally Cycling       | 1 089 |
| 2    | Holowesko–Citadel   | 689   |
| 3    | UnitedHealthcare    | 566   |
| 4    | Jelly Belly         | 436   |
| 5    | Coldeportes Zenú    | 428   |
| 6    | Canel's–Specialized | 387   |
| 7    | Soul Brasil         | 361   |
| 8    | Medellín-Inder      | 341   |
| 9    | Silber Pro Cycling  | 329   |
| 10   | Hagens Berman-Axeon | 307   |

| Pos. | Nazione     | Punti |
| ---- | ----------- | ----- |
| 1    | Colombia    | 3 455 |
| 2    | Stati Uniti | 2 089 |
| 3    | Canada      | 1 213 |
| 4    | Venezuela   | 860   |
| 5    | Argentina   | 715   |
| 6    | Costa Rica  | 690   |
| 7    | Ecuador     | 600   |
| 8    | Cile        | 525   |
| 9    | Brasile     | 462   |
| 10   | Guatemala   | 443   |